# Donje Psarjevo
Donje Psarjevo is een plaats in de gemeente Sveti Ivan Zelina in de Kroatische provincie Zagreb. De plaats telt 318 inwoners (2001).